# Bois-Jérôme-Saint-Ouen
Pour les articles homonymes, voir Bois (homonymie) et Bois (communes).
Bois-Jérôme-Saint-Ouen est une commune française située dans le département de l'Eure en région Normandie.

## Géographie

### Localisation
| Vernon  |                            | Heubécourt-Haricourt |
| Vernon  | Bois-Jérôme-Saint-Ouen     | Gasny                |
| Giverny | Sainte-Geneviève-lès-Gasny | Suzay                |

### Hydrographie
La commune est située dans le bassin Seine-Normandie. Elle n'est drainée par aucun cours d'eau,.

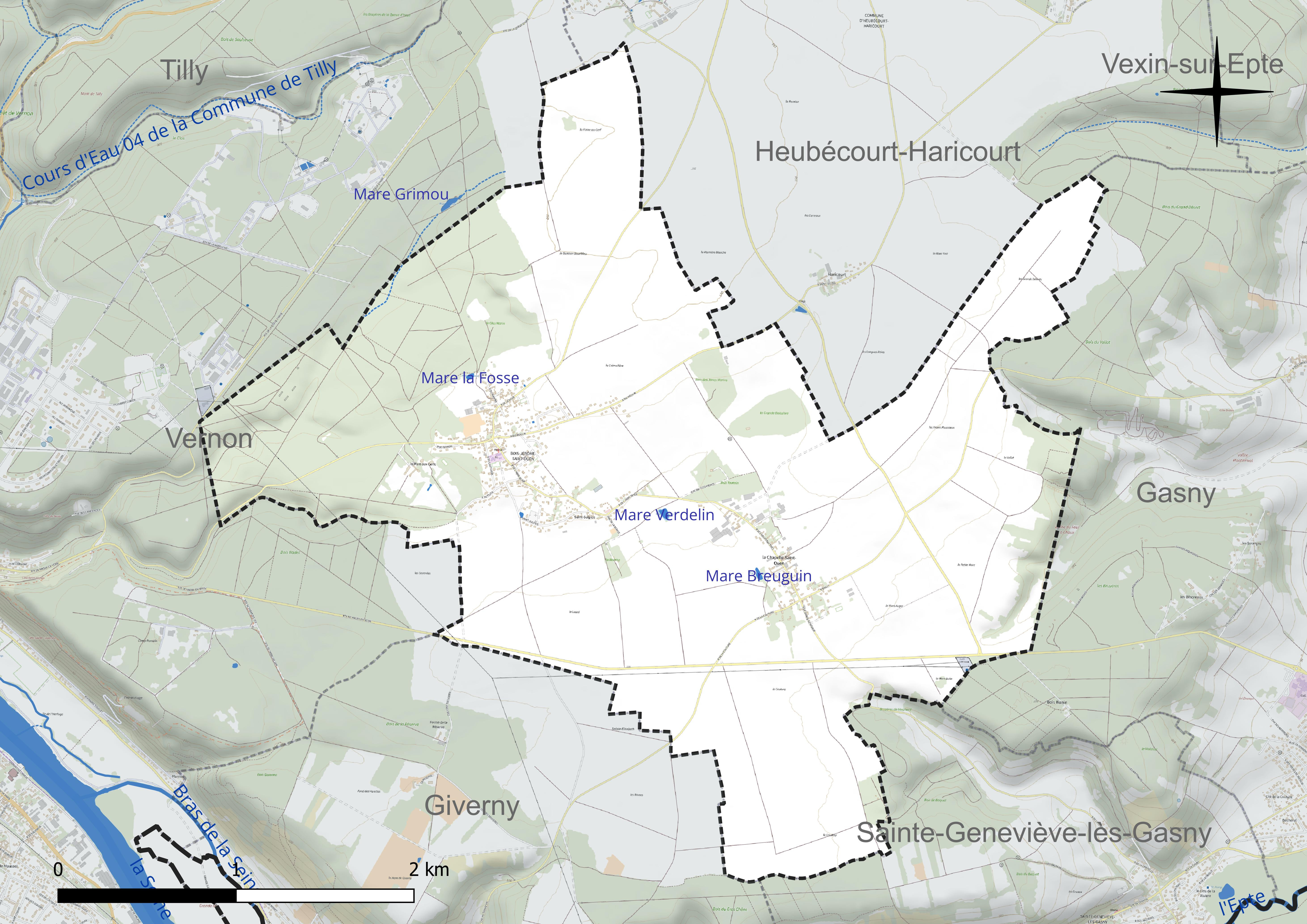
Réseau hydrographique de Bois-Jérôme-Saint-Ouen.

Trois plans d'eau complètent le réseau hydrographique : la mare Breuguin (0,2 ha), la mare la Fosse (0,1 ha) et la mare Verdelin (0,2 ha),.

### Climat
Pour des articles plus généraux, voir Climat de la Normandie et Climat de l'Eure.
En 2010, le climat de la commune est de type climat océanique dégradé des plaines du Centre et du Nord, selon une étude du CNRS s'appuyant sur une série de données couvrant la période 1971-2000. En 2020, Météo-France publie une typologie des climats de la France métropolitaine dans laquelle la commune est exposée à un climat océanique et est dans la région climatique  Sud-ouest du bassin Parisien, caractérisée par une faible pluviométrie, notamment au printemps (120 à 150 mm) et un hiver froid (3,5 °C). Parallèlement le GIEC normand, un groupe régional d’experts sur le climat, différencie quant à lui, dans une étude de 2020, trois grands types de climats pour la région Normandie, nuancés à une échelle plus fine par les facteurs géographiques locaux. La commune est, selon ce zonage, exposée à un « climat des plateaux abrités », correspondant aux plaines agricoles de l’Eure, avec une pluviométrie beaucoup plus faible que dans la plaine de Caen en raison du double effet d’abri provoqué par les collines du Bocage normand et par celles qui s’étendent sur un axe du Pays d'Auge au Perche.
Pour la période 1971-2000, la température annuelle moyenne est de 10,3 °C, avec une amplitude thermique annuelle de 14,3 °C. Le cumul annuel moyen de précipitations est de 694 mm, avec 11,7 jours de précipitations en janvier et 8,4 jours en juillet. Pour la période 1991-2020, la température moyenne annuelle observée sur la station météorologique la plus proche, située sur la commune de Magnanville à 19 km à vol d'oiseau, est de 11,6 °C et le cumul annuel moyen de précipitations est de 641,5 mm,. Pour l'avenir, les paramètres climatiques de la commune estimés pour 2050 selon différents scénarios d’émission de gaz à effet de serre sont consultables sur un site dédié publié par Météo-France en novembre 2022.

## Urbanisme

### Typologie
Au 1er janvier 2024, Bois-Jérôme-Saint-Ouen est catégorisée bourg rural, selon la nouvelle grille communale de densité à sept niveaux définie par l'Insee en 2022. Elle est située hors unité urbaine. Par ailleurs la commune fait partie de l'aire d'attraction de Paris, dont elle est une commune de la couronne,. 

### Occupation des sols
L'occupation des sols de la commune, telle qu'elle ressort de la base de données européenne d’occupation biophysique des sols Corine Land Cover (CLC), est marquée par l'importance des territoires agricoles (73,2 % en 2018), une proportion identique à celle de 1990 (73,2 %). La répartition détaillée en 2018 est la suivante : terres arables (70,7 %), forêts (19,3 %), zones urbanisées (7,4 %), prairies (2,6 %). L'évolution de l’occupation des sols de la commune et de ses infrastructures peut être observée sur les différentes représentations cartographiques du territoire : la carte de Cassini (XVIIIe siècle), la carte d'état-major (1820-1866) et les cartes ou photos aériennes de l'IGN pour la période actuelle (1950 à aujourd'hui).

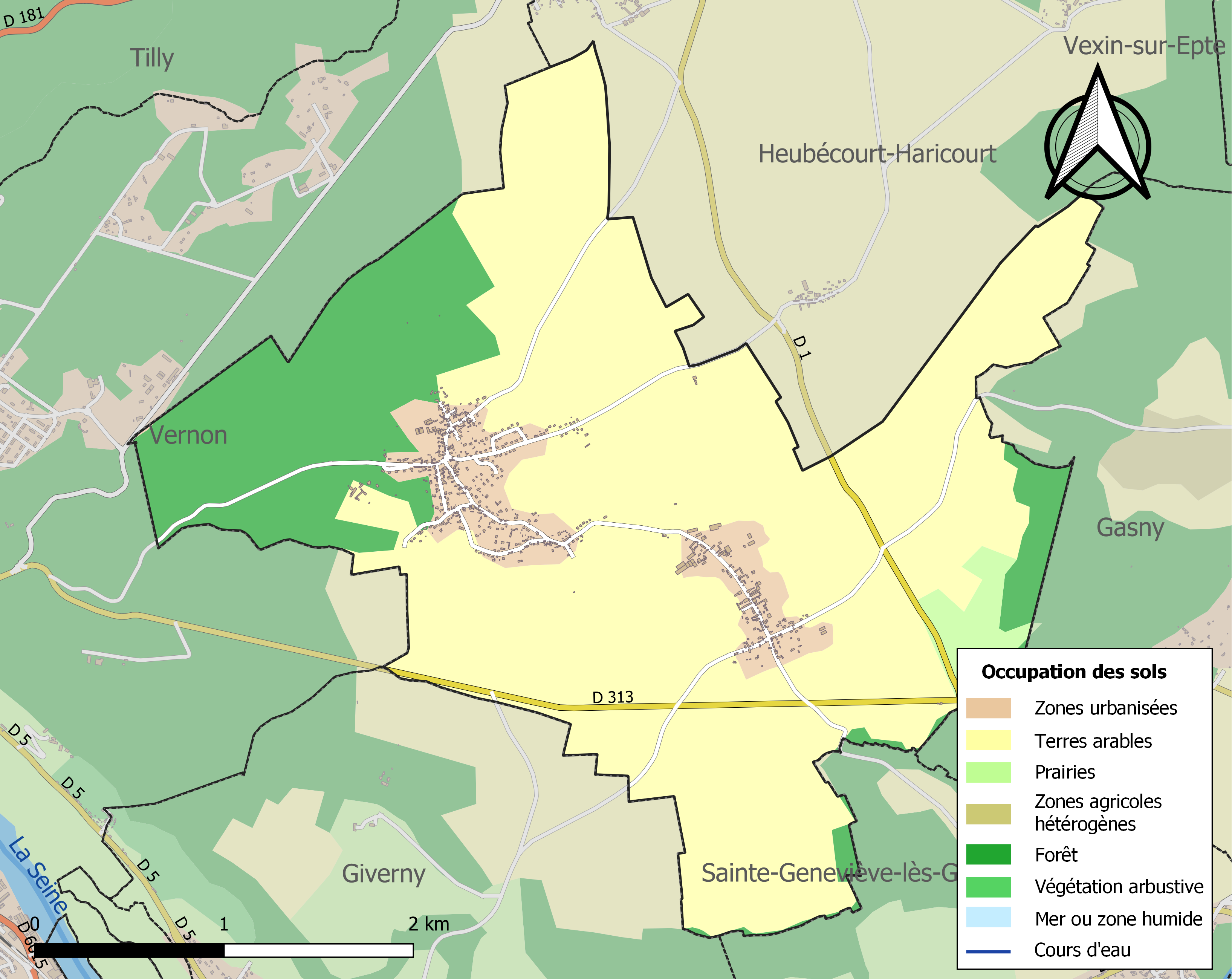
Carte des infrastructures et de l'occupation des sols de la commune en 2018 (CLC).

## Toponymie
Le nom de la localité est attesté sous les formes latinisée Boscus Girelmi en 1206 (Toussaint du Plessis); puis Boscho Gyrelmi en 1236-1244; Bois Geriaulme en 1297 (charte de Jean d’Écos); Boisgiraume en 1399 (comptes de Fresnes-l’Archevêque); Boisgirausme en 1454 (archives nationales, châtellenie de Gisors); Bois Gereaulme en 1597; puis Boisgéreaume en 1825, forme usuelle jusqu'au XIXe siècle.
Contrairement à ce que laisse penser la forme actuelle, il ne s'agit pas du « bois de Jérôme », mais du « bois de Gireaume », nom de personne d'origine germanique Girelmus qui se perpétue dans les patronymes Gireaume et Gréaume (forme normanno-picarde). La forme normande Bosc- / Bos- commune dans le département de l’Eure ne s'est pas maintenue ici, les confins du Vexin normand étant soumis à une forte francisation depuis la fin du Moyen Âge. En outre, la nature de l’anthroponyme Gireaume au lieu de Gréaume montrent que l'isoglosse appelée ligne Joret ne passait pas près de la paroisse, comme le note René Lepelley qui la situe près des Andelys à 20 km au nord ouest.
Selon Toussaint Du Plessis (1689-1764), il s'agirait de Girelmus, seigneur du Bois, cité en 1206 dans une charte du prieuré de Saulseuse à Tilly.
L'hagiotoponyme Saint-Ouen est emprunté à l'ancienne commune de La Chapelle-Saint-Ouen rattachée en 1844 à celle de Saint-Sulpice-du-Bois-Jérôme (ordonnance du roi Louis-Philippe du 25 juillet 1844).

## Histoire
La commune a vraisemblablement été construite vers 1400-1450. Il en reste quelques vestiges : d'anciens murs très épais et, en contrebas, deux petits donjons, un fournil et un pigeonnier.
Les bâtiments d'une ferme construite sur l'emplacement de l'ancienne demeure sont au centre de cette espèce de retranchement. Ce sont ces bâtiments de ferme qui restent aujourd'hui.
Un texte de 1780 mentionne, aux alentours de la ferme seigneuriale, la présence d'un moulin à vent, sans en préciser l'emplacement exact, ainsi que de tuileries, au nombre de 5, qui ont fonctionné pendant 100 ans environ dans la forêt.
En 1844, la commune de Bois-Jérôme absorbe la commune voisine de La Chapelle-Saint-Ouen.

## Politique et administration
| Période                                  | Période   | Identité              | Étiquette | Qualité                                 |
| ---------------------------------------- | --------- | --------------------- | --------- | --------------------------------------- |
| Les données manquantes sont à compléter. |           |                       |           |                                         |
| 1844                                     |           | Ouen Toutain          |           | maire de Bois-Jérôme en 1836            |
| 1852                                     |           | Auguste Béguin        |           |                                         |
| 1860                                     |           | Jean-Baptiste Rozé    |           | maire de La Chapelle-Saint-Ouen en 1836 |
| 1871                                     |           | François Besche       |           |                                         |
| 1874                                     |           | Jean-Baptiste Guay    |           |                                         |
| 1881                                     |           | Isidore Delaisement   |           |                                         |
| 1882                                     |           | Jean-Baptiste Guay    |           |                                         |
| 1884                                     |           | Xavier Maurice        |           |                                         |
| 1888                                     |           | Adolphe Masson        |           |                                         |
| 1892                                     |           | Louis Leconte         |           |                                         |
| 1906                                     |           | Emile Singeot         |           |                                         |
| 1929                                     |           | Aimé Haguest          |           |                                         |
| 1930                                     |           | André Akar            |           |                                         |
| 1932                                     |           | Adonis Richard        |           |                                         |
| 1935                                     |           | Jean Badel            |           |                                         |
| 1942                                     |           | Ernest Toutain        |           |                                         |
| 1945                                     |           | Marcel Boite          |           |                                         |
| 1953                                     |           | Albert Philippe       |           |                                         |
| 1955                                     |           | Marcel Boite          |           |                                         |
| 1965                                     |           | Désiré Ibert          |           |                                         |
| 1975                                     | mars 2001 | Bernard Le Nevo       |           |                                         |
| mars 2001                                | 2014      | Christophe Couturier  |           | Agriculteur                             |
| mars 2014                                | En cours  | Jean-François Wielgus | SE        | Agent technique                         |

## Démographie
L'évolution du nombre d'habitants est connue à travers les recensements de la population effectués dans la commune depuis 1793. Pour les communes de moins de 10 000 habitants, une enquête de recensement portant sur toute la population est réalisée tous les cinq ans, les populations de référence des années intermédiaires étant quant à elles estimées par interpolation ou extrapolation. Pour la commune, le premier recensement exhaustif entrant dans le cadre du nouveau dispositif a été réalisé en 2007.

En 2022, la commune comptait 744 habitants, en évolution de −0,53 % par rapport à 2016 (Eure : −0,25 %, France hors Mayotte : +2,11 %).
| 1793 | 1800 | 1806 | 1821 | 1831 | 1836 | 1841 | 1846 | 1851 |
| ---- | ---- | ---- | ---- | ---- | ---- | ---- | ---- | ---- |
| 334  | 345  | 334  | 356  | 380  | 382  | 373  | 496  | 462  |

| 1856 | 1861 | 1866 | 1872 | 1876 | 1881 | 1886 | 1891 | 1896 |
| ---- | ---- | ---- | ---- | ---- | ---- | ---- | ---- | ---- |
| 470  | 462  | 477  | 434  | 447  | 440  | 430  | 402  | 394  |

| 1901 | 1906 | 1911 | 1921 | 1926 | 1931 | 1936 | 1946 | 1954 |
| ---- | ---- | ---- | ---- | ---- | ---- | ---- | ---- | ---- |
| 389  | 373  | 361  | 343  | 317  | 305  | 319  | 315  | 402  |

| 1962 | 1968 | 1975 | 1982 | 1990 | 1999 | 2006 | 2007 | 2012 |
| ---- | ---- | ---- | ---- | ---- | ---- | ---- | ---- | ---- |
| 298  | 369  | 387  | 452  | 634  | 677  | 730  | 738  | 758  |

| 2017 | 2022 | - | - | - | - | - | - | - |
| ---- | ---- | - | - | - | - | - | - | - |
| 749  | 744  | - | - | - | - | - | - | - |

## Culture locale et patrimoine

### Lieux et monuments

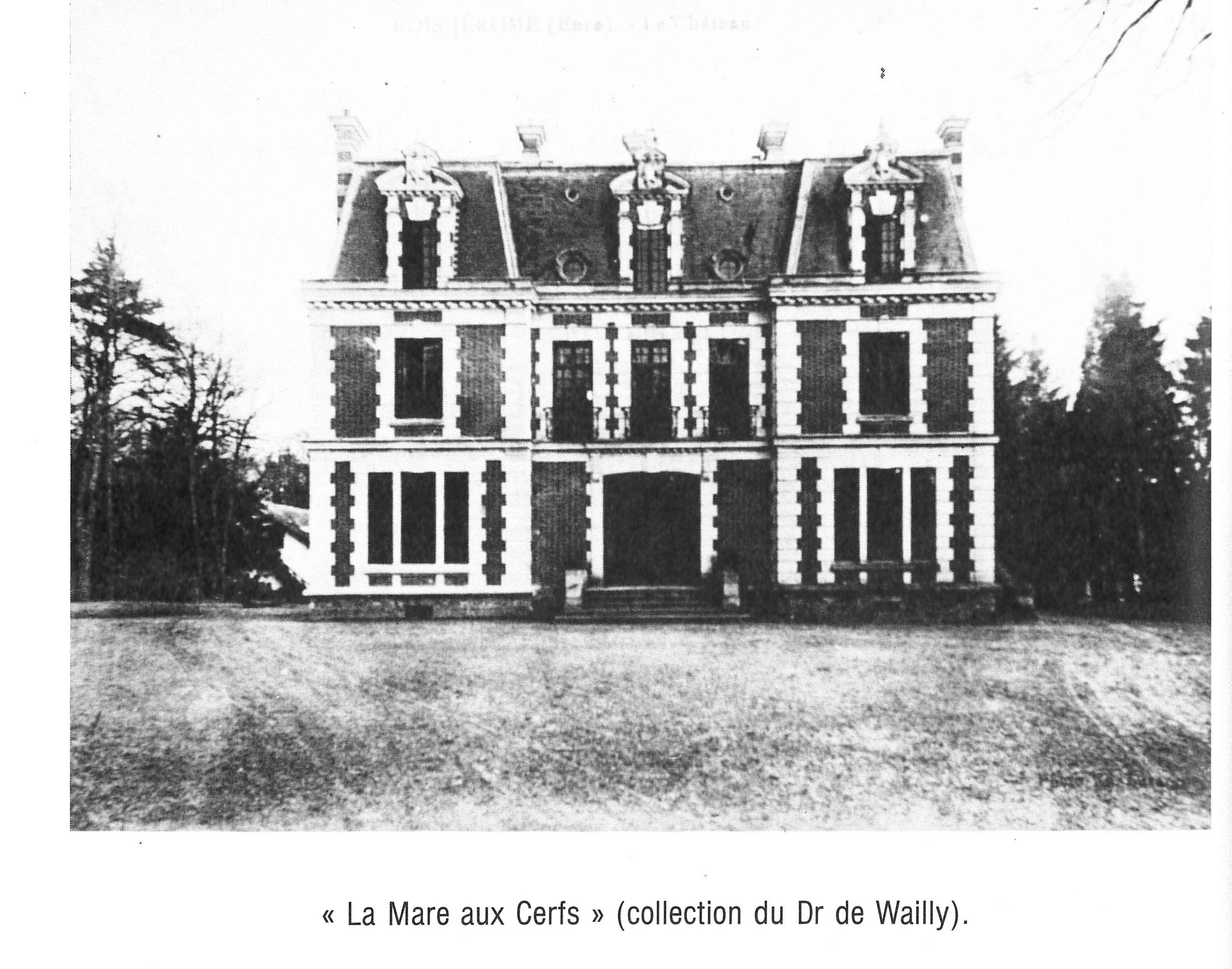
Château dit de la Mare aux Cerfs.

- Monument funéraire de Pierre Seyer du Grand-Val, de 1826, prieur de Saulseuse, ancien curé de Bois-Jérôme. Dans son testament daté de 1821, il a fait une donation destinée à récompenser chaque année une jeune fille vertueuse, la rosière. La tradition du couronnement de la rosière lors de la Fête patronale de la Pentecôte s'est perpétuée jusqu'à nos jours. Ce tombeau est inscrit au titre des monuments historiques  Inscrit MH (1933)[23].
- Château de la Mare aux Cerfs[24], XIXe siècle, qui fut, de 1911 à 1918, une résidence du professeur Alexandre Liautard, vétérinaire français considéré aux États-Unis comme le père de la profession vétérinaire américaine[25].
- Église Saint-Sulpice[26].
- La Ferme de Bois-Jérôme, ancienne fortification de terre[27].

Pour mémoire
- Chapelle Saint-Ouen, détruite[28].

### Personnalités liées à la commune
- Abbé Pierre Seyer du Grand Val († 28 janvier 1826), ancien prieur de Saulseuse, bienfaiteur de la commune[29].
- Alexandre Liautard (1835-1918), vétérinaire, fondateur de l'American Veterinary College à New York et initiateur de l'organisation de la profession vétérinaire aux États-Unis où il est considéré comme « the father of the American Veterinary Profession ». Retraité en France, il vécut à Bois-Jérôme-Saint-Ouen, au château de la Mare aux Cerfs, où il mourut.

### Héraldique
| Blason de Bois-Jérôme-Saint-Ouen | Blason  | Parti : au 1er d'azur à un crosseron d'or, au 2d d'argent à un chêne au naturel ; le tout sommé d'un chef de gueules chargé d'un léopard d'or armé et lampassé d'azur. |
| Blason de Bois-Jérôme-Saint-Ouen | Détails | Le léopard d'or des armoiries de Bois-Jérôme-Saint-Ouen rappelle les armoiries de la Normandie. Officiel.                                                              |